# Luigi Asioli
Pour les articles homonymes, voir Asioli et Luigi Asioli (homonymie).
Luigi Asioli, né le 16 décembre 1817 à Corrège, et mort à Modène le 15 avril 1877, est un peintre néoclassique et romantique italien du XIXe siècle. Il était le fils de Giuseppe Asioli et le petit-fils de Francesco Rosaspina, graveurs italiens de renom.

## Biographie
Né en 1817 à Corrège, Luigi Asioli a comme parents Giuseppe Asioli, graveur réputé et Enrichetta Rosaspina, fille de Francesco Rosaspina, un autre graveur reconnu. Asioli étudie à l'Académie des beaux-arts de Modène (it) de l'âge de ses onze ans jusqu'à l'âge de vingt ans avant d'aller étudier à celle de Bologne. En 1839, Asioli est à Florence, où il se perfectionne à l'école de Giuseppe Bezzuoli. L'année d'après, le jeune peintre revient à Corrège et y reste jusqu'en 1848, à part pour quelques visites sporadiques à Florence, où il pouvait respirer ce climat artistique particulier. Il est embauché cette année-là comme professeur à l'Académie de Modène, qui était alors détenue notamment par Adeodato Malatesta. 
Plus tard dans la même année, il prend part aux mouvements patriotiques avec grande ambition, mouvements qui le mène de Modène à Venise, puis pour Gênes et Milan. Asioli s'inspire alors de ce qu'il voit dans ces villes pou ses études. Quand il retourne à Corrège, il s'y établit jusqu'en 1859, date à laquelle il décide de s'enrôler, bien qu'il fût âge de 42 ans à ce moment-là. Il est rapidement démobilisé, sans avoir pris part à aucun conflit et peu après, épouse Clorinda Romei de Reggio d'Émilie. Il est nommé professeur de peinture à l'Académie de Modène en 1860 et meurt à Modène, après une longue maladie, en 1877 d'une apoplexie.

## Critique
Il se révèle être un artiste plutôt timide et hésitant, indécis, mais pourtant fier de ses aspirations. Asioli manquait cependant de force et de nerf puisqu'il restait plié aux volontés de la mode et du milieu universitaire. Il ne tente aucun geste ou un acte révolutionnaire dans l'art. Même si son art peut être très raffiné, ayant un mélange de couleurs compliqué et lumières, techniques qu'il reprend de Francesco Monti et Antonio Consetti, celui-ci reste dans la froideur du classicisme.

## Œuvres
Asioli a traité de nombreux sujets dans son œuvre dont les sujets religieux, historiques et de portraits. Il remporte trois premiers prix lors de concours à l'Académie de Bologne avec ses œuvres I Triumviri, Marcello aux instruments d'Archimède et le Portrait de Luigi Cini. Salomé con la testa di San Giovan Battista, Un episodio del diluvio universale et La cacciata dei tedeschi da Genova sont quelques-unes de ses peintures les plus connues.
Liste non-exhaustive de ses peintures :
- Ritratto di Bonifazio Asioli, huile sur toile, 46 × 57 cm, entre 1840 et 1870, Musée il Correggio (it) ;
- Ritratto di Giuseppe Asioli, huile sur toile, 71 × 97 cm, entre 1840 et 1860, Musée il Correggio ;
- Due bersaglieri e un garibaldino, 84 × 113 cm, entre 1860 et 1875, Musée il Correggio.